# Sergej Papov
Sergej Papov (Mosca, 1º ottobre 1904 – Mosca, 18 ottobre 1970) è stato un attore sovietico.

## Filmografia parziale

### Attore
- Prževal'skij (1951)
- Serdce druga (1966)
- Ščit i meč (1968)

## Premi
- Artista onorato della RSFSR
- Artista popolare della RSFSR
- Artista del popolo dell'Unione Sovietica
- Medaglia per la vittoria sulla Germania nella grande guerra patriottica 1941-1945